# Список делегатов XX съезда КПСС
XX съезд КПСС состоялся 14—25 февраля 1956 года в зале заседаний Верховного Совета РСФСР в Москве.
Присутствовало 1349 делегатов с решающим голосом и 81 делегат с совещательным голосом, представлявших 6 795 896 членов партии и 419 609 кандидатов в члены партии.
На съезде присутствовали делегации коммунистических и рабочих партий 55 зарубежных стран.

## Делегаты
| # А Б В Г Д Е Ё Ж З И К Л М Н О П Р С Т У Ф Х Ц Ч Ш Щ Э Ю Я |

## А
1. Абабков, Тихон Иванович
2. Абакумов, Алексей Алексеевич
3. Абашидзе, Ираклий Виссарионович
4. Абдуллаев, Ильяс Керим оглы
5. Абдуллаев, Фейзулла Аман оглы
6. Абдуллина, Карима Мухамедьяровна
7. Абдуразаков, Малик Абдуразакович
8. Абрамов, Василий Герасимович
9. Абрасимов, Пётр Андреевич
10. Авхимович, Николай Ефремович
11. Агаева, Гюльдаста Иса кызы
12. Агапов, Иван Алексеевич
13. Агкацев, Владимир Михайлович
14. Адамец, Даниил Иванович
15. Адомавичюс, Винцас Казевич
16. Азизов, Миргарифан Замалеевич
17. Айвазян, Акоп Рафаелович
18. Аксёнов, Александр Никифорович
19. Актаев, Пётр Кузьмич
20. Алдабергенов, Нурмолда
21. Алекин, Олег Александрович
22. Александров, Иван Матвеевич
23. Александров, Николай Михайлович
24. Алексеев, Иван Иванович
25. Алёшин, Иван Павлович
26. Алёшин, Трофим Сергеевич
27. Алиев, Фиридун Али оглы
28. Алимов, Ариф Алимович
29. Аллахвердиев, Тофик Али-Гейдар оглы
30. Аллилуев, Алексей Степанович
31. Алонов, Георгий Терентьевич
32. Алфёров, Павел Никитович
33. Амбарцумян, Виктор Амазаспович
34. Ананьева, Любовь Ивановна
35. Ангелина, Прасковья Никитична
36. Андреев, Андрей Андреевич
37. Андреев, Андрей Матвеевич
38. Андреев, Василий Андреевич
39. Андреева, Лариса Семёновна
40. Андреева, Надежда Николаевна
41. Андрейчук, Евгений Антонович
42. Андрианов, Сергей Николаевич
43. Андриянова, Анна Екимовна
44. Андрусенко, Прасковья Тимофеевна
45. Ани, Вальтер Фрицевич
46. Анина-Радченко, Нина Денисовна
47. Аношин, Василий Иванович
48. Антонов, Алексей Иннокентьевич
49. Антонов, Николай Дмитриевич
50. Антосенкова, Александра Фёдоровна
51. Арепьев, Александр Моисеевич
52. Аристов, Аверкий Борисович
53. Аристов, Анатолий Иванович
54. Артыгалиев, Шолак Артыгалиевич
55. Арушанян, Шмавон Минасович
56. Астайкин, Иван Павлович
57. Атабекова, Олмосхан
58. Атаев, Какабай
59. Афанасенко, Евгений Иванович
60. Афанасов, Георгий Лаврентьевич
61. Афанасьев, Павел Яковлевич
62. Афанасьева, Екатерина Дмитриевна
63. Афонов, Иван Ильич
64. Ахадова, Саида Акрамовна

## Б
1. Бабаев, Сухан
2. Бабин, Пётр Григорьевич
3. Бабич, Василий Иванович
4. Бабич, Евдокия Фёдоровна
5. Багдасарян, Спартак Бениаминович
6. Багирова, Басти Масим кызы
7. Баграмян, Иван Христофорович
8. Баев, Андрей Романович
9. Баев, Константин Петрович
10. Бажан, Николай Платонович
11. Бажанов, Юрий Павлович
12. Базанова, Найля Уразгуловна
13. Базовский, Владимир Николаевич
14. Байбаков, Николай Константинович
15. Байков, Иван Иванович
16. Балаева, Мария Ивановна
17. Балакина, Варвара Семёновна
18. Балашов, Пётр Прокофьевич
19. Банзарон, Роман Цыцыктуевич
20. Банников, Николай Васильевич
21. Банных, Степан Анисимович
22. Баранов, Михаил Михайлович
23. Баранов, Потап Петрович
24. Баранов, Фёдор Алексеевич
25. Баранов, Фёдор Павлович
26. Барановская, Клавдия Дмитриевна
27. Бардин, Михаил Павлович
28. Баринов, Борис Агафонович
29. Баркарий, Иосиф Пантелеевич
30. Барыльник, Тимофей Григорьевич
31. Баскаков, Михаил Иванович
32. Басов, Александр Васильевич
33. Батамиров, Анатолий Михайлович
34. Батицкий, Павел Фёдорович
35. Батов, Павел Иванович
36. Бахадырова, Насиба
37. Баширов, Гумер Баширович
38. Баштык, Ульяна Даниловна
39. Бегма, Василий Андреевич
40. Бездомов, Григорий Андреевич
41. Белобородов, Афанасий Павлантьевич
42. Белова, Александра Матвеевна
43. Белова, Александра Степановна
44. Беляев, Николай Ильич
45. Беляков, Иван Семёнович
46. Белякова, Антонина Ивановна
47. Белянский, Василий Петрович
48. Бенедиктов, Иван Александрович
49. Бенькович, Лев Ефремович
50. Бережков, Иван Иванович
51. Бережной, Михаил Михайлович
52. Берклав, Эдуард Карлович
53. Беспалов, Алексей Александрович
54. Бирич, Татьяна Васильевна
55. Бирюзов, Сергей Семёнович
56. Бирюков, Алексей Сергеевич
57. Бичевой, Яков Васильевич
58. Благун, Николай Григорьевич
59. Блажевский, Евгений Викторович
60. Блаженов, Виктор Григорьевич
61. Блинов, Иван Петрович
62. Блинова, Тамара Михайловна
63. Блрцян, Акоп Арамович
64. Бобков, Иван Васильевич
65. Бобровников, Николай Иванович
66. Богатырёва, Любовь Николаевна
67. Богданов, Иван Авксентьевич
68. Богданов, Пётр Григорьевич
69. Богданова, Екатерина Алексеевна
70. Богодухов, Алексей Данилович
71. Бойко, Василий Романович
72. Бойкова, Анна Петровна
73. Бойцов, Иван Павлович
74. Бойчук, Василий Сафронович
75. Болдонов, Иннокентий Александрович
76. Болотов, Пётр Григорьевич
77. Болсохоев, Даниил Степанович
78. Бордашевский, Николай Варфоломеевич
79. Борисенко, Анатолий Семёнович
80. Борисов, Борис Андрианович
81. Борисов, Егор Иванович
82. Борисов, Семён Захарович
83. Бородина, Ксения Семёновна
84. Бородич, Зинаида Никаноровна
85. Ботвинов, Александр Игнатьевич
86. Бочарник, Стефан Филиппович
87. Бочкарёв, Александр Панкратьевич
88. Бочкарёв, Гурий Николаевич
89. Бочкарёва, Татьяна Ивановна
90. Брежнев, Дмитрий Данилович
91. Брежнев, Леонид Ильич
92. Бритаус, Георгий Константинович
93. Бровкин, Степан Андреевич
94. Бронзов, Александр Васильевич
95. Брусенцов, Павел Авксентьевич
96. Бубновский, Никита Дмитриевич
97. Будённый, Семён Михайлович
98. Буеверов, Алексей Матвеевич
99. Булгаков, Александр Александрович
100. Булганин, Николай Александрович
101. Булдырёва, Пелагея Филипповна
102. Буравлев, Сергей Григорьевич
103. Бурдаков, Александр Степанович
104. Буркацкая, Галина Евгеньевна
105. Бутенко, Николай Кондратьевич
106. Бутин, Мажекен Есенович
107. Буторин, Прохор Андрианович
108. Бутузов, Сергей Михайлович
109. Бутусов, Сергей Михайлович
110. Бухарметов, Габдуллахат Нуриевич
111. Бушуев, Александр Алексеевич
112. Бызов, Алексей Петрович
113. Быков, Василий Фёдорович
114. Быков, Константин Петрович
115. Быков, Павел Борисович
116. Быков, Пётр Ильич
117. Быкова, Полина Ефимовна
118. Быстриков, Григорий Федотович
119. Быстрова, Антонина Сергеевна

## В
1. Валигура, Иван Трофимович
2. Валяева, Мария Алексеевна
3. Ванденко, Леонид Степанович
4. Ванифатьев, Александр Герасимович
5. Вартанян, Артём Мисакович
6. Варвашеня, Иван Денисович
7. Василевский, Александр Михайлович
8. Васильев, Владимир Петрович
9. Васильев, Иван Фролович
10. Васильев, Яков Иванович
11. Васильева, Лидия Ивановна
12. Васильева, Мария Ивановна
13. Васьков, Алексей Иванович
14. Васютченко, Мария Ивановна
15. Васягин, Семён Петрович
16. Ваш, Иван Михайлович
17. Ващенко, Алексей Романович
18. Ведерников, Михаил Фёдорович
19. Ведмеденко, Николай Александрович
20. Везиров, Сулейман Азад оглы
21. Вересова, Мария Ивановна
22. Верхотурцева, Галина Кондратьевна
23. Вершинин, Константин Андреевич
24. Вивдыченко, Иван Иванович
25. Виноградов, Василий Александрович
26. Виноградов, Георгий Ефимович
27. Виск, Эрна Юрьевна
28. Вишневский, Николай Александрович
29. Виштак, Степанида Демидовна
30. Власенко, Леонид Андреевич
31. Вознюк, Василий Иванович
32. Воинова, Лидия Михайловна
33. Волегов, Степан Максимович
34. Волков, Александр Петрович
35. Волконский, Алексей Викторович
36. Волкотрубенко, Иван Иванович
37. Вольмер, Карл Мадисович
38. Вольтовский, Борис Иовлевич
39. Вопилов, Николай Лаврентьевич
40. Воробьёв, Георгий Иванович
41. Воронин, Александр Андреевич
42. Воронин, Александр Иванович
43. Воронин, Павел Андреевич
44. Воронков, Иван Васильевич
45. Воронов, Феодосий Денисович
46. Воронцов, Андрей Митрофанович
47. Воронцов, Николай Иванович
48. Ворошилов, Климент Ефремович

## Г
1. Гаврилов, Алексей Дмитриевич
2. Гаджиев, Назим Мамедия оглы
3. Гаевой, Антон Иванович
4. Газарян, Вазген Рубенович
5. Гайчман, Михаил Фёдорович
6. Галаншин, Константин Иванович
7. Галенко, Александр Яковлевич
8. Галицкий, Кузьма Никитович
9. Галкин, Лев Фёдорович
10. Галстян, Назани Саркисовна
11. Гальцов, Василий Иванович
12. Ганенко, Иван Петрович
13. Гапий, Дмитрий Гаврилович
14. Гарагонич, Иван Георгиевич
15. Гарцуев, Павел Николаевич
16. Гафуров, Бободжан Гафурович
17. Гелдиашвили, Залико Виссарионович
18. Генералов, Фёдор Степанович
19. Георгадзе, Михаил Порфирьевич
20. Герасименко, Андрей Степанович
21. Герасимов, Николай Георгиевич
22. Гермогентов, Виктор Леонтьевич
23. Гетманенко, Иван Григорьевич
24. Гиталов, Александр Васильевич
25. Глашкина, Анна Михайловна
26. Глебовский, Георгий Николаевич
27. Глухов, Александр Фадеевич
28. Глухов, Захар Николаевич
29. Глушков, Андрей Афанасьевич
30. Глушкова, Елена Максимовна
31. Гнедов, Алексей Трофимович
32. Гноевой, Павел Парфирьевич
33. Гогошина, Нина Николаевна
34. Годяев, Анатолий Михайлович
35. Голиков, Константин Николаевич
36. Голиков, Филипп Иванович
37. Головко, Арсений Григорьевич
38. Головченко, Василий Иванович
39. Головченко, Фёдор Петрович
40. Голубев, Александр Дмитриевич
41. Голубев, Алексей Тихонович
42. Голубков, Алексей Зотович
43. Голушко, Александр Кузьмич
44. Гомелаури, Николай Георгиевич
45. Гомонов, Алексей Васильевич
46. Гонтарь, Дмитрий Иванович
47. Гончарова, Раиса Павловна
48. Горбатов, Александр Васильевич
49. Горбачёв, Александр Максимович
50. Горбунов, Семён Фёдорович
51. Горбунов, Тимофей Сазонович
52. Горина, Вера Игнатьевна
53. Горишний, Василий Акимович
54. Горностаев, Сергей Трофимович
55. Горчаков, Андрей Иванович
56. Горшков, Аким Васильевич
57. Горшков, Иосиф Степанович
58. Горшков, Сергей Георгиевич
59. Горячев, Фёдор Степанович
60. Гострый, Александр Васильевич
61. Гоциридзе, Отар Давидович
62. Градобоев, Алексей Дмитриевич
63. Графский, Михаил Григорьевич
64. Гречко, Андрей Антонович
65. Гречуха, Михаил Сергеевич
66. Грибков, Михаил Петрович
67. Григорьев, Александр Михайлович
68. Григорьян, Егише Петросович
69. Гринёва, Елена Антоновна
70. Гриценко, Александр Васильевич
71. Гришаенков, Фёдор Архипович
72. Гришин, Анатолий Прокопьевич
73. Гришин, Виктор Васильевич
74. Гришин, Иван Тимофеевич
75. Гришин, Константин Николаевич
76. Гришко, Григорий Елисеевич
77. Громов, Евгений Иванович
78. Грушевой, Константин Степанович
79. Грушецкий, Иван Самойлович
80. Губатюк, Василий Семёнович
81. Губин, Владимир Владимирович
82. Гулаев, Николай Дмитриевич
83. Гуламов, Расул Гуламович
84. Гулямов, Манап
85. Гунина, Любовь Николаевна
86. Гуреев, Николай Михайлович
87. Гуреев, Сергей Николаевич
88. Гурьева, Екатерина Ильинична
89. Гусаковский, Иосиф Ираклиевич
90. Гусев, Иван Дмитриевич
91. Гусев, Тимофей Васильевич
92. Гусейнов, Камран Асад оглы

## Д
1. Давлетова, Разия
2. Давыдов, Алексей Иосифович
3. Давыдов, Михаил Фёдорович
4. Давыдова, Нина Михайловна
5. Дадонов, Фёдор Никитич
6. Данилевич, Александр Степанович
7. Данилевский, Александр Алексеевич
8. Данилов, Александр Иванович
9. Данилова, Надежда Андреевна
10. Даниялов, Абдурахман Даниялович
11. Дельвин, Павел Илларионович
12. Дементьев, Георгий Гаврилович
13. Дементьев, Иван Андреевич
14. Дементьев, Пётр Васильевич
15. Демиденко, Михаил Ефремович
16. Демидов, Пётр Куприянович
17. Демидович, Николай Михайлович
18. Дёмин, Михаил Семёнович
19. Демшин, Илья Иванович
20. Демянцева, Ольга Ивановна
21. Денисенко, Алексей Иванович
22. Денисов, Георгий Апполинарьевич
23. Дерюгин, Борис Иванович
24. Джавадова, Мириям Умуд кызы
25. Джавахишвили, Гиви Дмитриевич
26. Джанелидзе, Тамаз Виссарионович
27. Джанполадов, Вахтанг Павлович
28. Джурабаев, Мурат Надырович
29. Дикамбаев, Казы Дикамбаевич
30. Дмитриев, Николай Григорьевич
31. Дмитриев, Пётр Ильич
32. Дмитриенко, Василий Иванович
33. Добина, Анна Ефимовна
34. Добрынин, Григорий Прокофьевич
35. Довгопол, Виталий Иванович
36. Додхудоев, Назаршо
37. Доломанова, Агафья Петровна
38. Доронин, Павел Иванович
39. Дорохов, Виктор Павлович
40. Дорошенко, Пётр Емельянович
41. Дребезгов, Павел Иосифович
42. Дрёмов, Иван Фёдорович
43. Дробинцев, Фёдор Венедиктович
44. Дрозденко, Василий Иванович
45. Дроздов, Николай Степанович
46. Дрокин, Василий Дмитриевич
47. Дружинин, Владимир Николаевич
48. Дрыгин, Анатолий Семёнович
49. Дубаев, Михаил Григорьевич
50. Дубковецкий, Фёдор Иванович
51. Дудко, Василий Иванович
52. Дудоров, Николай Павлович
53. Дурынин, Василий Петрович
54. Духанин, Ефим Иванович
55. Душин, Григорий Андреевич
56. Дымков, Николай Павлович
57. Дыхнов, Николай Васильевич
58. Дьяков, Алексей Петрович
59. Дьяков, Николай Яковлевич
60. Дьяконова, Анна Ивановна
61. Дьяченко, Демид Петрович
62. Дядык, Иван Иванович

## Е
1. Евец, Михаил Юрьевич
2. Евсеев, Вениамин Иринархович
3. Евсеев, Вячеслав Николаевич
4. Евстратова, Анна Ивановна
5. Евсюков, Николай Иванович
6. Евтеев, Константин Осипович
7. Егоров, Алексей Андреевич
8. Егоров, Сергей Михайлович
9. Елисеева, Клавдия Борисовна
10. Елсаков, Алфей Ильич
11. Емельяненко, Георгий Семёнович
12. Емельянов, Василий Нестерович
13. Енютин, Георгий Васильевич
14. Еранов, Николай Иванович
15. Ергина, Мария Сергеевна
16. Еремеев, Александр Сергеевич
17. Ерёменко, Андрей Иванович
18. Ерёмина, Александра Ивановна
19. Ерлаков, Анатолий Сергеевич
20. Ермаков, Тимофей Георгиевич
21. Ермолаев, Григорий Иванович
22. Ермолаев, Иван Степанович
23. Ерофеев, Павел Порфирьевич
24. Ерошевский, Тихон Иванович
25. Ескараева, Жамиля
26. Ефимов, Павел Иванович
27. Ефимов, Сергей Васильевич
28. Ефремов, Леонид Николаевич
29. Ефремов, Михаил Тимофеевич
30. Ефремова, Анна Игнатьевна
31. Ехичев, Иван Лукич

## Ж
1. Жарич, Феодосий Григорьевич
2. Жегалин, Иван Кузьмич
3. Железня, Любовь Тимофеевна
4. Желтов, Алексей Сергеевич
5. Жигалко, Татьяна Иосифовна
6. Жигарев, Павел Фёдорович
7. Жильцов, Евгений Степанович
8. Житченко, Никандр Тихонович
9. Жуков, Александр Яковлевич
10. Жуков, Георгий Константинович
11. Жуков, Иван Александрович
12. Жуков, Константин Павлович
13. Жукова, Анна Петровна
14. Жуковский, Николай Иванович
15. Журин, Николай Иванович
16. Журухин, Иван Евдокимович

## З
1. Завенягин, Авраамий Павлович
2. Загафуранов, Файзрахман Загафуранович
3. Загидуллин, Габдулла Зайнуллович
4. Загуляев, Тимофей Николаевич
5. Задемидко, Александр Николаевич
6. Зазнобин, Фёдор Николаевич
7. Заика, Ольга Харитоновна
8. Зайнаков, Семён Иванович
9. Зайчукова, Евдокия Андреевна
10. Закурдаев, Василий Иванович
11. Залашков, Михаил Яковлевич
12. Залесский, Григорий Денисович
13. Замчевский, Иван Константинович
14. Зангиев, Борис Дмитриевич
15. Занин, Алексей Васильевич
16. Заробян, Яков Никитович
17. Захаров, Матвей Васильевич
18. Захидов, Тиша
19. Зверев, Арсений Григорьевич
20. Зезин, Леонид Сергеевич
21. Зенкова, Соломонида Прокопьевна
22. Зинченко, Ксения Иосифовна
23. Золотухин, Григорий Сергеевич
24. Зорин, Иван Фёдорович

## И
1. Ибрагимов, Мирза Аждар оглы
2. Иванов, Николай Иванович
3. Иванов, Степан Маркович
4. Иванова, Анна Фёдоровна
5. Иванова, Екатерина Ивановна
6. Иванова, Любовь Тимофеевна
7. Иващенко, Дмитрий Андреевич
8. Иващенко, Ольга Ильинична
9. Ивкина, Анна Фёдоровна
10. Игнатов, Лев Николаевич
11. Игнатов, Николай Григорьевич
12. Игнатов, Николай Фёдорович
13. Игнатов, Степан Андреевич
14. Игнатьев, Семён Денисович
15. Ильяшев, Рымбек Ильяшевич
16. Инаури, Алексей Николаевич
17. Исаев, Василий Яковлевич
18. Исаев, Иван Сергеевич
19. Исаев, Павел Николаевич
20. Ислюков, Семён Матвеевич

## К
1. Кабанов, Иван Григорьевич
2. Кабанов, Николай Назарович
3. Каганович, Лазарь Моисеевич
4. Казаков, Михаил Ильич
5. Казаков, Пётр Яковлевич
6. Казанец, Иван Павлович
7. Казмиренко, Иван Григорьевич
8. Казьмин, Николай Дмитриевич
9. Кайкан, Пётр Фёдорович
10. Калинин, Григорий Иванович
11. Калнберзин, Ян Эдуардович
12. Калужин, Григорий Владимирович
13. Кальченко, Никифор Тимофеевич
14. Камалов, Сабир Камалович
15. Камбаров, Турсун
16. Кандакова, Вера Дмитриевна
17. Кандренков, Андрей Андреевич
18. Канунников, Михаил Яковлевич
19. Капацинская, Антонина Александровна
20. Капитонов, Иван Васильевич
21. Капралов, Михаил Карпович
22. Караваев, Арсений Васильевич
23. Каракчиев, Афанасий Иванович
24. Карасёв, Владимир Якумович
25. Каргополов, Виктор Алексеевич
26. Каретникова, Анна Ионовна
27. Карибжанов, Фазыл
28. Каримов, Мустафа Сафич
29. Карпов, Василий Иванович
30. Карпова, Ефросинья Васильевна
31. Карпова, Зинаида Андреевна
32. Карсыбаев, Шакир
33. Касатонов, Владимир Афанасьевич
34. Катрич, Иван Константинович
35. Катышев, Владимир Николаевич
36. Каулыньш, Алберт Оттович
37. Кашников, Филипп Иванович
38. Кварацхелия, Виктор Степанович
39. Квачадзе, Зинаида Арсеньевна
40. Келль, Август Иоганнович
41. Кеневич, Марьян Богданович
42. Керашев, Тембот Магометович
43. Керкадзе, Владимир Георгиевич
44. Кидин, Александр Николаевич
45. Кимстач, Александр Карлович
46. Кириленко, Андрей Павлович
47. Кириллин, Владимир Алексеевич
48. Киричек, Иван Илларионович
49. Кириченко, Алексей Илларионович
50. Кирпичёв, Дмитрий Петрович
51. Кирсанов, Иван Андреевич
52. Киселёв, Николай Васильевич
53. Киселёв, Николай Михайлович
54. Киселёв, Тихон Яковлевич
55. Клещёв, Алексей Ефимович
56. Клименко, Василий Константинович
57. Климов, Иван Фролович
58. Климов, Пётр Ильич
59. Клюшникова, Александра Фёдоровна
60. Кобелев, Борис Николаевич
61. Ковалёва, Елизавета Васильевна
62. Ковалевский, Григорий Павлович
63. Коваленко, Георгий Ефремович
64. Коваль, Александра Михайловна
65. Коваль, Фёдор Тихонович
66. Ковачёва, Елизасета Константиновна
67. Ковиньков, Алексей Кириллович
68. Ковпак, Сидор Артёмович
69. Ковригина, Мария Дмитриевна
70. Когут, Мария Михайловна
71. Кодица, Иван Сергеевич
72. Кожевин, Владимир Григорьевич
73. Козлов, Александр Михайлович
74. Козлов, Алексей Иванович
75. Козлов, Василий Иванович
76. Козлов, Георгий Алексеевич
77. Козлов, Марк Александрович
78. Козлов, Николай Александрович
79. Козлов, Фрол Романович
80. Козлова, Елена Борисовна
81. Козлова, Елена Ивановна
82. Козловский, Ефим Сергеевич
83. Козуб, Антонина Митрофановна
84. Козырь, Павел Пантелеевич
85. Кокарев, Александр Акимович
86. Кокорин, Константин Васильевич
87. Колесников, Пётр Кондратьевич
88. Колибаев, Павел Алексеевич
89. Колосова, Валентина Алексеевна
90. Колпаков, Влас Иванович
91. Колущинский, Евгений Петрович
92. Колядин, Виктор Иванович
93. Комар, Антон Пантелеймонович
94. Комаров, Владимир Николаевич
95. Комаров, Михаил Семёнович
96. Комаров, Павел Тимофеевич
97. Комарова, Домна Павловна
98. Комольцева, Федора Антипьевна
99. Компанец, Иван Данилович
100. Комяхов, Василий Григорьевич
101. Кондратенко, Андрей Павлович
102. Кондратьев, Григорий Иванович
103. Конев, Иван Степанович
104. Коновалов, Михаил Павлович
105. Кононенко, Анатолий Фёдорович
106. Коноплёв, Борис Всеволодович
107. Константинов, Андрей Васильевич
108. Константинов, Фёдор Васильевич
109. Концибер, Вера Ивановна
110. Корабельщиков, Алексей Гаврилович
111. Кораблин, Николай Васильевич
112. Корешков, Михаил Егорович
113. Корнеев, Василий Никифорович
114. Корнейчук, Александр Евдокимович
115. Корниец, Леонид Романович
116. Корнилов, Николай Александрович
117. Корницкий, Пётр Иванович
118. Коровченко, Андрей Григорьевич
119. Королёв, Анатолий Алексеевич
120. Королёв, Дмитрий Васильевич
121. Коротаев, Фёдор Иванович
122. Короткин, Никита Петрович
123. Коротков, Сергей Ксенофонтович
124. Короткова, Екатерина Максимовна
125. Коротченко, Демьян Сергеевич
126. Корчагин, Павел Николаевич
127. Коршунов, Алексей Григорьевич
128. Корягина, Мария Фёдоровна
129. Косенко, Софья Дмитриевна
130. Космачёв, Пётр Александрович
131. Косов, Василий Владимирович
132. Косовский, Сергей Андреевич
133. Костенко, Георгий Фёдорович
134. Косыгин, Алексей Николаевич
135. Котов, Фёдор Прокофьевич
136. Котова, Серафима Александровна
137. Кочиашвили, Николай Степанович
138. Кочинян, Антон Ервандович
139. Кравецкий, Пётр Демьянович
140. Крайнюков, Константин Васильевич
141. Крамаренко, Александр Григорьевич
142. Красиков, Трофим Васильевич
143. Красовский, Степан Акимович
144. Кратенко, Иван Маркович
145. Крахмалёв, Михаил Константинович
146. Крейзер, Яков Григорьевич
147. Кременицкий, Виктор Александрович
148. Кремлёв, Дмитрий Васильевич
149. Крестьянинов, Василий Иванович
150. Кривов, Александр Михайлович
151. Крит, Лукерья Терентьевна
152. Крицын, Александр Ильич
153. Крупин, Алексей Николаевич
154. Крупин, Дмитрий Васильевич
155. Крылов, Алексей Георгиевич
156. Крылов, Николай Иванович
157. Крылова, Мария Никаноровна
158. Крюков, Дмитрий Николаевич
159. Ктитарев, Николай Иванович
160. Кувыкин, Степан Иванович
161. Кудрин, Александр Иванович
162. Кузик, Леонид Иванович
163. Кузина, Анастасия Николаевна
164. Кузнецов, Алексей Николаевич
165. Кузнецов, Алексей Фёдорович
166. Кузнецов, Василий Иванович
167. Кузнецов, Константин Александрович
168. Кузниченкова, Зинаида Алексеевна
169. Кузьменко, Михаил Григорьевич
170. Кузьмин, Николай Михайлович
171. Кузьмин, Пётр Степанович
172. Кузьмич, Антон Саввич
173. Куколев, Николай Иванович
174. Кулатов, Турабай
175. Куликов, Николай Ефимович
176. Куликов, Яков Павлович
177. Куманёк, Порфирий Фомич
178. Кунаев, Динмухамед Ахмедович
179. Купревич, Василий Феофилович
180. Купуния, Тамара Андреевна
181. Курапов, Алексей Иванович
182. Курасов, Владимир Васильевич
183. Курбанов, Рахманкул Курбанович
184. Курбатова, Екатерина Максимовна
185. Курукина, Галина Дмитриевна
186. Курцев, Анатолий Иванович
187. Курчатов, Игорь Васильевич
188. Куусинен, Отто Вильгельмович
189. Кууск, Аугуст Янович
190. Кучава, Митрофан Ионович
191. Кучеренко, Владимир Алексеевич
192. Кушев, Борис Александрович
193. Кушнарёва, Мария Никаноровна
194. Кущ, Алексей Андрианович
195. Кэбин, Иван Густавович

## Л
1. Лабахуа, Архип Миронович
2. Лавренюк, Елена Антоновна
3. Лаврова, Клавдия Дмитриевна
4. Ладейщиков, Сергей Васильевич
5. Лазарева, Галина Петровна
6. Лазуренко, Михаил Константинович
7. Лаптев, Николай Васильевич
8. Ларин, Иван Афанасьевич
9. Ларина, Валентина Александровна
10. Ларионов, Алексей Николаевич
11. Латунов, Иван Сергеевич
12. Лацис, Вилис Тенисович
13. Лащенко, Пётр Николаевич
14. Лебедев, Иван Кононович
15. Лебедев, Николай Петрович
16. Лебедева, Надежда Александровна
17. Левков, Александр Иванович
18. Левченко, Иван Федотович
19. Лелашвили, Михаил Михайлович
20. Лелюшенко, Дмитрий Данилович
21. Ленцман, Леонид Николаевич
22. Лесникова, Анна Яковлевна
23. Лисина, Анфисия Абрамовна
24. Литвинов, Виктор Яковлевич
25. Лихачёв, Иван Алексеевич
26. Лобанов, Владимир Васильевич
27. Лобанов, Павел Павлович
28. Лобов, Евгений Петрович
29. Лобозов, Дмитрий Иванович
30. Логинов, Евгений Фёдорович
31. Логинов, Савелий Прохорович
32. Лопенкова, Татьяна Макаровна
33. Лощенков, Фёдор Иванович
34. Лубенников, Леонид Игнатьевич
35. Лузгина, Анастасия Васильевна
36. Лукашин, Пётр Тимофеевич
37. Лукиных, Пётр Васильевич
38. Лукович, Александр Васильевич
39. Лукьянов, Иван Алексеевич
40. Лутак, Иван Кондратьевич
41. Лучинский, Александр Александрович
42. Лучников, Иван Ильич
43. Лушников, Иван Ермилович
44. Лыков, Николай Александрович
45. Лыскин, Николай Фадеевич
46. Любимцева, Елена Александровна
47. Любичева, Мария Григорьевна
48. Людников, Иван Ильич
49. Люскова, Александра Евгеньевна
50. Лялин, Павел Николаевич
51. Ляпунов, Борис Иванович
52. Ляшенко, Александра Сергеевна
53. Ляшенко, Надежда Васильевна
54. Лященко, Николай Григорьевич

### М
1. Маградзе, Михаил Кондратьевич
2. Мазанько, Анастасия Спиридоновна
3. Мазур, Софья Павловна
4. Мазуров, Кирилл Трофимович
5. Макаревич, Лилия Кирилловна
6. Макарин, Василий Филиппович
7. Макаров, Александр Иванович
8. Макаров, Григорий Иванович
9. Макаров, Иван Николаевич
10. Макеев, Пётр Андреевич
11. Максимов, Геннадий Васильевич
12. Максимов, Фёдор Павлович
13. Маленкин, Андрей Сергеевич
14. Маленков, Георгий Максимилианович
15. Малинина, Прасковья Андреевна
16. Малиновский, Родион Яковлевич
17. Малышев, Вячеслав Александрович
18. Мальков, Михаил Григорьевич
19. Мальцев, Артемий Васильевич
20. Мальцев, Сергей Игнатьевич
21. Мальцев, Терентий Семёнович
22. Малякин, Иван Игнатьевич
23. Мамацашвили, Давид Георгиевич
24. Мамедалиев, Юсуф Гейдарович
25. Мамедов, Бахтияр Мамед Рза оглы
26. Мамедов, Джамал Баладжа оглы
27. Мамедов, Хуршуд Байрам Кули оглы
28. Мамедова, Марьям Абдул Ага кызы
29. Мамсуров, Хаджи-Умар Джиорович
30. Мамуладзе, Давид Михайлович
31. Манаков, Семён Алексеевич
32. Мараева, Вера Дмитриевна
33. Маргарян, Грач Хачатурович
34. Марков, Василий Сергеевич
35. Мартынов, Андрей Иванович
36. Мартынов, Михаил Николаевич
37. Мартынов, Фёдор Игнатьевич
38. Мартьянов, Андрей Евдокимович
39. Марченко, Иван Тихонович
40. Маслюк, Игнатий Михайлович
41. Масютин, Михаил Григорьевич
42. Матвеев, Николай Васильевич
43. Матевосян, Паруйр Апетнакович
44. Матюшкин, Дмитрий Михайлович
45. Маурин, Алексей Иванович
46. Махарадзе, Ксения Георгиевна
47. Махмудов, Арзи
48. Махота, Пётр Семёнович
49. Мацкевич, Владимир Владимирович
50. Машевский, Константин Андреевич
51. Машеров, Пётр Миронович
52. Маяков, Леонид Иванович
53. Меджидов, Магомед Меджидович
54. Мелихов, Александр Павлович
55. Мельдеходжаев, Сайдаган
56. Мельник, Григорий Андреевич
57. Мельников, Василий Васильевич
58. Мельников, Роман Ефимович
59. Мерецков, Кирилл Афанасьевич
60. Меркулов, Владимир Алексеевич
61. Мерцлин, Роман Викторович
62. Мешков, Пётр Захарович
63. Мжаванадзе, Василий Павлович
64. Микоян, Анастас Иванович
65. Микоян, Артём Иванович
66. Милова, Евдокия Сергеевна
67. Мирза-Ахмедов, Мансур
68. Мироненко, Пётр Никифорович
69. Мирошниченко, Юрий Васильевич
70. Митин, Марк Борисович
71. Митяев, Василий Петрович
72. Михайлов, Николай Александрович
73. Михайлов, Христофор Семёнович
74. Мицкевич, Константин Михайлович
75. Мокринский, Алексей Павлович
76. Мокринский, Михаил Иванович
77. Моликов, Сергей Иванович
78. Молодчий, Александр Игнатьевич
79. Молотов, Вячеслав Михайлович
80. Монченко, Илья Фёдорович
81. Морозов, Гавриил Фролович
82. Морозов, Пётр Фёдорович
83. Мосалов, Николай Иванович
84. Москаленко, Кирилл Семёнович
85. Москатов, Пётр Георгиевич
86. Москвин, Василий Арсентьевич
87. Мотарыкин, Игнатий Михайлович
88. Мошкина, Александра Ивановна
89. Мошков, Михаил Фёдорович
90. Мрыхин, Дмитрий Карпович
91. Музеев, Мифтах Мингазетдинович
92. Музыка, Пётр Фёдорович
93. Мурадов, Ата
94. Муратов, Зиннят Ибетович
95. Муртазаев, Каюм
96. Мустафаев, Имам Дашдемир оглы
97. Мустафин, Габиден
98. Мусхелишвили, Николай Иванович
99. Муфлиханов, Суфуат Муфлиханович
100. Мухамеджанов, Мирза-али Валиевич
101. Мухитдинов, Нуритдин Акрамович
102. Мчедлишвили, Давид Васильевич
103. Мыларщиков, Владимир Павлович
104. Мюрисеп, Алексей Александрович
105. Мягков, Пётр Сергеевич

## Н
1. Набиуллин, Валей Габеевич
2. Набиуллина, Сара Муллахметовна
3. Назаренко, Иван Дмитриевич
4. Назаренко, Иван Тимофеевич
5. Назаров, Александр Петрович
6. Назаров, Павел Назарович
7. Найдек, Леонтий Иванович
8. Наймушин, Иван Иванович
9. Насыбуллина, Роза Загидулловна
10. Науменко, Андрей Михайлович
11. Наумов, Дмитрий Георгиевич
12. Наумов, Николай Григорьевич
13. Некрасов, Константин Сергеевич
14. Некрасова, Лидия Ивановна
15. Немов, Михаил Григорьевич
16. Несмеянов, Александр Николаевич
17. Нестерова, Александра Лукьяновна
18. Нестерова, Евдокия Прокофьевна
19. Нечипоренко, Всеволод Филиппович
20. Низамов, Салях Низамович
21. Никитченко, Виталий Федотович
22. Никифоров, Алексей Николаевич
23. Николаев, Александр Михайлович
24. Николаев, Константин Кузьмич
25. Николаев, Семён Филиппович
26. Николаева, Анна Петровна
27. Николин, Александр Васильевич
28. Никольский, Григорий Петрович
29. Никольский, Иннокентий Михайлович
30. Новиков, Александр Васильевич
31. Новиков, Игнатий Трофимович
32. Новиков, Семён Михайлович
33. Носов, Георгий Андреевич
34. Нуриев, Зия Нуриевич
35. Нурутдинов, Сиродж

## О
1. Обносов, Пётр Степанович
2. Оборотов, Василий Ильич
3. Обухов, Алексей Филиппович
4. Обухов, Виктор Тимофеевич
5. Овезов, Балыш
6. Огромнов, Пётр Владимирович
7. Огурцов, Владимир Иванович
8. Озерцова, Мария Степановна
9. Озолинь, Карл Мартынович
10. Окунев, Иван Васильевич
11. Олейник, Григорий Григорьевич
12. Олейников, Виктор Степанович
13. Омарова, Зауре Садвокасовна
14. Органов, Николай Николаевич
15. Орджоникидзе, Иван Савельевич
16. Орлов, Михаил Анатольевич
17. Орлов, Михаил Леонидович
18. Орлов, Павел Алексеевич
19. Орлов, Сергей Дмитриевич
20. Орлова, Анастасия Николаевна
21. Орловский, Кирилл Прокофьевич
22. Осечкин, Иван Григорьевич
23. Осин, Николай Лаврентьевич
24. Осинцев, Михаил Александрович
25. Осипов, Алексей Сидорович
26. Осипов, Георгий Иванович
27. Осипчик, Борис Александрович
28. Ососков, Валентин Иванович
29. Остроглазов, Константин Яковлевич

## П
1. Павлов, Валентин Васильевич
2. Павлов, Яков Николаевич
3. Павловский, Иван Григорьевич
4. Павлюк, Ольга Мефодиевна
5. Палачёва, Екатерина Степановна
6. Палашкевич, Алексей Павлович
7. Палецкис, Юстас Игнович
8. Палладин, Александр Владимирович
9. Панев, Зосима Васильевич
10. Панев, Иван Гаврилович
11. Панов, Михаил Фёдорович
12. Панфилов, Павел Александрович
13. Панькин, Иван Степанович
14. Папин, Кузьма Андреевич
15. Паршина, Анна Дмитриевна
16. Пастухов, Иван Михайлович
17. Патоличев, Николай Семёнович
18. Патрин, Григорий Иванович
19. Пахлеванян, Гурген Арташесович
20. Пахомов, Николай Иванович
21. Пацко, Владимир Михайлович
22. Пацко, Семён Константинович
23. Пашкин, Николай Семёнович
24. Пегов, Анатолий Михайлович
25. Пегов, Николай Михайлович
26. Пельше, Арвид Янович
27. Первухин, Михаил Георгиевич
28. Пернач, Нина Андреевна
29. Перов-Терентьев, Николай Николаевич
30. Петров, Иван Ефимович
31. Петров, Сергей Иванович
32. Петрова, Анна Андреевна
33. Петросян, Гегам Согомонович
34. Петухов, Александр Ульянович
35. Петухов, Борис Фёдорович
36. Петухов, Николай Васильевич
37. Пигасин, Владимир Михайлович
38. Пигасина, Надежда Фёдоровна
39. Пигурнов, Афанасий Петрович
40. Пизнак, Фёдор Иванович
41. Пикова, Александра Владимировна
42. Пилипец, Степан Маркович
43. Писакина, Олимпиада Петровна
44. Пискулин, Алексей Алексеевич
45. Писнячевский, Дмитрий Петрович
46. Пищулин, Виктор Иванович
47. Платонов, Алексей Дмитриевич
48. Платонов, Виктор Петрович
49. Плеханова, Вера Семёновна
50. Плиев, Исса Александрович
51. Плюхин, Константин Максимович
52. Побока, Иван Матвеевич
53. Подгорный, Николай Викторович
54. Подельщиков, Григорий Васильевич
55. Подольский, Алексей Ильич
56. Покасов, Николай Андреевич
57. Покорский, Илья Николаевич
58. Покровский, Андрей Глебович
59. Поликарпов, Дмитрий Алексеевич
60. Полимбетов, Сейтжан
61. Полющенков, Григорий Григорьевич
62. Полякова, Александра Васильевна
63. Полянский, Дмитрий Степанович
64. Пономарёв, Владимир Николаевич
65. Пономарёв, Константин Николаевич
66. Пономарёва, Ефросинья Михайловна
67. Пономаренко, Пантелеймон Кондратьевич
68. Попадько, Алексей Яковлевич
69. Попов, Александр Николаевич
70. Попов, Александр Романович
71. Попов, Алексей Иванович
72. Попов, Георгий Иванович
73. Попов, Дмитрий Петрович
74. Попов, Леонид Александрович
75. Попов, Леонид Иванович
76. Попов, Николай Иванович
77. Попов, Фёдор Михайлович
78. Попова, Мария Андреевна
79. Попова, Нина Васильевна
80. Попова, Софья Афанасьевна
81. Посмитный, Макар Анисимович
82. Поспелов, Пётр Николаевич
83. Постовалов, Сергей Осипович
84. Потапов, Михаил Иванович
85. Поченков, Кондрат Иванович
86. Почупайло, Яков Гурьевич
87. Праздников, Александр Павлович
88. Прасолов, Кузьма Ефимович
89. Притыцкий, Сергей Осипович
90. Приходькова, Елизавета Константиновна
91. Прозоров, Пётр Алексеевич
92. Прокконен, Павел Степанович
93. Прокофьев, Александр Андреевич
94. Прокофьев, Василий Андреевич
95. Промыслов, Владимир Фёдорович
96. Пронин, Алексей Михайлович
97. Пронин, Михаил Емельянович
98. Прохорова, Татьяна Григорьевна
99. Прошунин, Николай Эммануилович
100. Прусский, Александр Лукьянович
101. Прянишников, Михаил Павлович
102. Пряхин, Афанасий Михайлович
103. Пузанов, Александр Михайлович
104. Пузанчиков, Николай Иванович
105. Пузиков, Сергей Тимофеевич
106. Пулькина, Елена Ивановна
107. Пупуев, Владимир Александрович
108. Пупышев, Василий Петрович
109. Пустовалова, Прасковья Андреевна
110. Пухов, Николай Павлович
111. Пушков, Константин Георгиевич
112. Пчеляков, Александр Павлович
113. Пшеницын, Николай Николаевич
114. Пысин, Константин Георгиевич
115. Пятница, Семён Ефимович

## Р
1. Рагимов, Садых Гаджи Ярали оглы
2. Радзиевский, Алексей Иванович
3. Радкевич, Василий Григорьевич
4. Радов, Алексей Сергеевич
5. Раззаков, Исхак Раззакович
6. Разницын, Алексей Фёдорович
7. Разуваев, Александр Александрович
8. Разумов, Евгений Зотович
9. Рахимбабаева, Захра
10. Рахманов, Мадраим Рахманович
11. Рачвелишвили, Галина Варламовна
12. Рашидов, Шараф Рашидович
13. Резниченко, Илья Фёдорович
14. Решетняк, Филипп Нестерович
15. Рицкявичене, Мария
16. Рогинец, Михаил Георгиевич
17. Рогозин, Тимофей Андреевич
18. Родионов, Алексей Алексеевич
19. Родионов, Михаил Петрович
20. Родионов, Николай Николаевич
21. Родоманченко, Николай Иванович
22. Рожанчук, Николай Михайлович
23. Рожнёва, Мария Ивановна
24. Романенко, Павел Викторович
25. Романова, Татьяна Александровна
26. Ртвелиашвили, Иосиф Георгиевич
27. Рубиш, Юрий Михайлович
28. Рудаков, Александр Петрович
29. Рудаков, Леонид Николаевич
30. Руденко, Роман Андреевич
31. Рудич, Михаил Антонович
32. Рудь, Герасим Яковлевич
33. Руссак, Борис Васильевич
34. Рыжков, Александр Степанович
35. Рыжкова, Лидия Гавриловна
36. Рыжухин, Пётр Васильевич
37. Рындин, Тимофей Родионович
38. Рябинин, Александр Васильевич

## С
1. Сабирзянов, Абдула Сабирзянович
2. Сабуров, Максим Захарович
3. Савельев, Василий Иванович
4. Савельева, Анна Тимофеевна
5. Савельева, Лидия Сергеевна
6. Савоян, Андраник Исраелович
7. Савченко, Мария Харитоновна
8. Сазанов, Николай Васильевич
9. Сазонов, Николай Архипович
10. Сазонов, Пётр Александрович
11. Сайбединов, Ахмед
12. Саканцева, Антонина Максимовна
13. Самохатко, Андрей Максимович
14. Самохвалов, Александр Иванович
15. Самохвалов, Александр Михайлович
16. Самсонов, Борис Иванович
17. Санакоев, Григорий Георгиевич
18. Санжиев, Базар Гармаевич
19. Сапрыгин, Василий Фёдорович
20. Сардаров, Сергей Аркадьевич
21. Сарыев, Акмамед
22. Сарычев, Константин Михайлович
23. Сатпаев, Каныш Имантаевич
24. Сатюков, Павел Алексеевич
25. Сафронов, Владимир Сергеевич
26. Сафронов, Иван Петрович
27. Свитченко, Варвара Ивановна
28. Свищёв, Георгий Петрович
29. Святов, Алексей Васильевич
30. Севостьянов, Пётр Петрович
31. Сеитов, Пиржан
32. Селезнёв, Александр Васильевич
33. Селиверстов, Василий Яковлевич
34. Селин, Владимир Герасимович
35. Селищев, Афанасий Игнатьевич
36. Семёнов, Виктор Павлович
37. Семёнов, Иван Никифорович
38. Семёнов, Николай Емельянович
39. Семёнов, Сергей Гаврилович
40. Семинский, Виталий Куприянович
41. Семиченко, Николай Петрович
42. Семко, Михаил Фёдорович
43. Сёмушкин, Георгий Николаевич
44. Сенин, Иван Семёнович
45. Сергеев, Александр Иванович
46. Сергеев, Анатолий Семёнович
47. Сергеев, Вадим Владимирович
48. Сергеев, Михаил Иванович
49. Сердюк, Зиновий Тимофеевич
50. Сердюк, Михаил Филиппович
51. Серёгин, Иван Михайлович
52. Серов, Иван Александрович
53. Сехниашвили, Эмиль Алексеевич
54. Сидоренко, Сергей Сергеевич
55. Сидорова, Мария Григорьевна
56. Сизов, Геннадий Фёдорович
57. Сикорский, Сергей Иванович
58. Силкин, Александр Степанович
59. Синица, Михаил Сафронович
60. Синицын, Иван Иванович
61. Синицын, Иван Флегонтович
62. Синяговский, Пётр Ефимович
63. Сиунов, Николай Сергеевич
64. Сканченко, Дмитрий Трофимович
65. Скачков, Иван Михайлович
66. Скворцов, Иван Александрович
67. Скочилов, Анатолий Андрианович
68. Скраустинь, Эльза Карловна
69. Скрибачилин, Борис Игнатьевич
70. Скрипник, Дмитрий Андреевич
71. Скрябин, Владимир Владимирович
72. Скулков, Игорь Петрович
73. Слабковский, Иван Кононович
74. Слайковский, Захар Филиппович
75. Слепухин, Анатолий Андреевич
76. Слободянюк, Маркиян Сергеевич
77. Слюнько, Антон Владимирович
78. Смеляков, Николай Николаевич
79. Смиренников, Клавдий Васильевич
80. Смирнов, Александр Иванович
81. Смирнов, Александр Селиверстович
82. Смирнов, Леонид Васильевич
83. Смирнов, Николай Иванович
84. Смирнов, Пётр Петрович
85. Смирнова, Таисья Алексеевна
86. Смольников, Василий Ефимович
87. Снечкус, Антанас Юозович
88. Соболь, Николай Александрович
89. Соколов, Алексей Григорьевич
90. Соколов, Иван Михайлович
91. Соколов, Михаил Михайлович
92. Соколов, Тихон Иванович
93. Соколова, Александра Осиповна
94. Соколовский, Василий Данилович
95. Солнцев, Константин Кириллович
96. Соловьёв, Леонид Николаевич
97. Соломенцев, Михаил Сергеевич
98. Солонников, Александр Николаевич
99. Сорока, Павел Антонович
100. Сорокин, Константин Леонтьевич
101. Сорочан, Евгения Григорьевна
102. Сосновская, Татьяна Ивановна
103. Сотников, Гавриил Григорьевич
104. Спасенков, Александр Васильевич
105. Спиридонов, Алексей Михайлович
106. Спиридонов, Иван Васильевич
107. Спирина, Анастасия Михайловна
108. Споров, Вячеслав Яковлевич
109. Стасевич, Павел Кузьмич
110. Стафийчук, Иван Иосифович
111. Стахурский, Михаил Михайлович
112. Степаненко, Александр Данилович
113. Степаненко, Александр Трофимович
114. Степанов, Георгий Иванович[прояснить]
115. Степанов, Ефим Васильевич
116. Степичев, Василий Васильевич
117. Степченко, Фёдор Петрович
118. Стефаник, Семён Васильевич
119. Строганова, Маргарита Фёдоровна
120. Струев, Александр Иванович
121. Стукало, Владимир Никитич
122. Стученко, Андрей Трофимович
123. Субботин, Александр Александрович
124. Суворов, Александр Иванович
125. Суворов, Алексей Варламович
126. Суворов, Геннадий Иванович
127. Судец, Владимир Александрович
128. Судовых, Мария Андриановна
129. Суеркулов, Абды
130. Суетин, Михаил Сергеевич
131. Сужиков, Мухамедгали Аленович
132. Сукина, Елена Николаевна
133. Сулейманов, Мухтар Исмаил оглы
134. Султанов, Кадырмат
135. Сурганов, Фёдор Анисимович
136. Сурков, Алексей Александрович
137. Сусайков, Иван Захарович
138. Суслов, Виктор Максимович
139. Суслов, Михаил Андреевич
140. Сутулов, Лев Северьянович
141. Сутягин, Борис Васильевич
142. Суханов, Александр Дмитриевич
143. Сухоруков, Александр Иванович
144. Сысоев, Пётр Александрович
145. Сысоев, Пётр Петрович
146. Сычёв, Иван Фёдорович

## Т
1. Тагирова, Халисат Рамазановна
2. Тажиев, Ибрагим Тажиевич
3. Таиров, Абдулхай
4. Таирова, Таира Акпер кызы
5. Такидзе, Дареджан Сабаевна
6. Такидзе, Емени Парфёнович
7. Тамаровская, Лидия Петровна
8. Танченко, Степан Дмитриевич
9. Тарабуев, Яков Сергеевич
10. Тарасевич, Иван Фёдорович
11. Тарасов, Александр Михайлович
12. Тарасов, Михаил Петрович
13. Тарасова, Алла Константиновна
14. Тарасова, Прасковья Ильинична
15. Таратынов, Александр Михайлович
16. Татаренко, Семён Трофимович
17. Ташенев, Жумабек Ахметович
18. Тевосян, Иван Фёдорович
19. Теляковский, Вениамин Александрович
20. Темирова, Асипа
21. Терпицкий, Леонид Константинович
22. Тимаков, Александр Александрович
23. Тимонин, Василий Терентьевич
24. Тимошенко, Наталия Фёдоровна
25. Тимошенко, Семён Константинович
26. Титаренко, Алексей Антонович
27. Титов, Виталий Николаевич
28. Титов, Фёдор Егорович
29. Титова, Мария Трофимовна
30. Тихонов, Иван Фёдорович
31. Тишкин, Пётр Георгиевич
32. Тищенко, Сергей Илларионович
33. Ткачёва, Татьяна Изосимовна
34. Ткаченко, Иван Андреевич
35. Тлостанов, Калимет Тутович
36. Товмасян, Сурен Акопович
37. Тока, Салчак Колбакхорекович
38. Токтамысов, Салимгерей
39. Толстиков, Василий Сергеевич
40. Тотьмянин, Иван Михайлович
41. Трапезников, Николай Фёдорович
42. Трищун, Василий Гаврилович
43. Трофименков, Николай Иванович
44. Трофимов, Александр Степанович
45. Трошкина, Мария Петровна
46. Трусов, Константин Ананьевич
47. Трутнев, Владимир Никитич
48. Труфанов, Николай Иванович
49. Трухин, Сергей Петрович
50. Тузикова, Татьяна Евменьевна
51. Тумилович, Пётр Викентьевич
52. Тур, Иван Петрович
53. Турбай, Григорий Автономович
54. Турсункулов, Хамракул
55. Тычина, Павел Григорьевич
56. Тюмин, Иван Александрович
57. Тягний, Иван Никитович

## У
1. Углицких, Алексей Семёнович
2. Угрюмов, Иван Степанович
3. Удовиченко, Матрёна Афанасьевна
4. Узин, Иван Александрович
5. Улин, Василий Иванович
6. Ульджабаев, Турсунбай Ульджабаевич
7. Умняшкин, Дмитрий Яковлевич
8. Умпелева, Екатерина Михайловна
9. Ураев, Пётр Васильевич
10. Уранов, Владимир Иванович
11. Урунходжаев, Саидходжа
12. Усов, Павел Алексеевич
13. Усова, Валентина Фёдоровна
14. Успанов, Курмангалий
15. Устенко, Андрей Иванович
16. Ухабов, Александр Андреевич
17. Ушакова, Анна Филипповна
18. Ушакова, Елизавета Ивановна

## Ф
1. Фалалеев, Николай Георгиевич
2. Фаттоев, Сиродж
3. Фёдоров, Алексей Фёдорович
4. Фёдоров, Анатолий Алексеевич
5. Фёдоров, Николай Александрович
6. Фёдоров, Сергей Яковлевич
7. Фёдорова, Анастасия Васильевна
8. Федосеев, Александр Иванович
9. Федосов, Пётр Фёдорович
10. Федотов, Дмитрий Иванович
11. Федюнинский, Иван Иванович
12. Федянин, Иван Прокопьевич
13. Ферин, Михаил Алексеевич
14. Филатов, Владимир Павлович
15. Филатов, Иван Николаевич
16. Филимонов, Дмитрий Фомич
17. Филиппов, Александр Данилович
18. Филиппов, Павел Семёнович
19. Филиппова, Александра Власовна
20. Филиппова, Мария Петровна
21. Филипповский, Пантелеймон Александрович
22. Филонов, Иван Георгиевич
23. Фирсов, Василий Никифорович
24. Флорентьев, Леонид Яковлевич
25. Фокеев, Евгений Иванович
26. Фоменко, Пётр Иванович
27. Фомичёв, Михаил Георгиевич
28. Французов, Николай Миронович
29. Фролов, Александр Антонович
30. Фролов, Валериан Александрович
31. Фролов, Павел Исидорович
32. Фролова, Галина Фёдоровна
33. Фурцева, Екатерина Алексеевна

## Х
1. Хайруллин, Галиулла
2. Хакимов, Ариф
3. Хакимова, Файза Ганеевна
4. Халдеев, Михаил Иванович
5. Халтанов, Алексей Степанович
6. Харин, Пётр Романович
7. Хахалина, Елена Григорьевна
8. Хахалов, Александр Уладаевич
9. Хворостухин, Алексей Иванович
10. Хетагуров, Георгий Иванович
11. Хитров, Степан Дмитриевич
12. Хламушкин, Николай Степанович
13. Ходжаев, Джура
14. Холодков, Михаил Николаевич
15. Холодов, Иван Михайлович
16. Хохлова, Александра Андреевна
17. Храмайков, Фёдор Тихонович
18. Храмков, Иван Петрович
19. Храпунов, Павел Филиппович
20. Хруничев, Михаил Васильевич
21. Хрущёв, Никита Сергеевич
22. Худин, Пётр Филиппович

## Ц
1. Царевский, Михаил Михайлович
2. Цвентарный, Леонид Павлович
3. Цветкова, Людмила Михайловна
4. Цебенко, Василий Константинович
5. Целера, Мария Никифоровна
6. Цицин, Николай Васильевич
7. Цыбенко, Константин Евстафиевич
8. Цюпа, Никифор Ильич

## Ч
1. Чабаненко, Андрей Трофимович
2. Чаксте, Мартын Андреевич
3. Чекалкин, Иван Ефимович
4. Чеканин, Василий Сергеевич
5. Чекуров, Валентин Андреевич
6. Чеплаков, Пётр Фёдорович
7. Черепахин, Григорий Васильевич
8. Черепухин, Семён Иванович
9. Черкасов, Михаил Сергеевич
10. Чернецова, Мария Романовна
11. Чернуха, Трофим Иванович
12. Чернышёв, Василий Ефимович
13. Чернышёв, Владимир Васильевич
14. Чернышёв, Михаил Иванович
15. Чернышёва, Елизавета Арсентьевна
16. Чернявский, Кузьма Семёнович
17. Черокманов, Филипп Михайлович
18. Черпаков, Пётр Захарович
19. Черченко, Андрей Спиридонович
20. Чеховский, Александр Павлович
21. Чечёткин, Роман Михайлович
22. Чижова, Екатерина Егорьевна
23. Чирков, Пётр Михайлович
24. Чистякова, Вера Александровна
25. Чубинидзе, Мирон Дмитриевич
26. Чугуев, Юрий Вениаминович
27. Чугунов, Иван Иванович
28. Чудненко, Николай Григорьевич
29. Чуйков, Василий Иванович
30. Чумбуридзе, Илья Давидович
31. Чундоков, Ибрагим Саидович
32. Чураев, Виктор Михайлович
33. Чуркин, Василий Нестерович

## Ш
1. Шабалина, Антонина Спиридоновна
2. Шавров, Иван Егорович
3. Шаповалов, Владимир Семёнович
4. Шарипов, Исагали
5. Шарков, Борис Сергеевич
6. Шаталин, Николай Николаевич
7. Шверник, Николай Михайлович
8. Шевляков, Устин Петрович
9. Шевченко, Сергей Васильевич
10. Шевчук, Григорий Иванович
11. Шелепин, Александр Николаевич
12. Шелест, Пётр Ефимович
13. Шелех, Николай Родионович
14. Шенгереев, Наби
15. Шепелёв, Алексей Иванович
16. Шепилов, Дмитрий Трофимович
17. Шибаев, Алексей Иванович
18. Шилов, Борис Фёдорович
19. Шинкарёв, Иван Павлович
20. Шинкаренко, Анна Ивановна
21. Ширинов, Алибала Абдул оглы
22. Ширков, Иван Пигасович
23. Широков, Владимир Иванович
24. Шитиков, Александр Степанович
25. Шихов, Василий Алексеевич
26. Шихов, Михаил Михайлович
27. Шкарбан, Иван Григорьевич
28. Школьников, Алексей Михайлович
29. Шманенко, Василий Кузьмич
30. Шмарёв, Алексей Тихонович
31. Шмелёв, Алексей Иванович
32. Шолохов, Михаил Александрович
33. Шпрунг, Николай Васильевич
34. Штыков, Терентий Фомич
35. Шубин, Геннадий Николаевич
36. Шумакова, Софья Николаевна
37. Шумаускас, Мотеюс Юозович
38. Шумилов, Василий Тимофеевич
39. Шуранов, Николай Романович
40. Шурин, Серафим Никодимович

## Щ
1. Щеглов, Афанасий Фёдорович
2. Щелаковский, Алексей Варфоломеевич
3. Щербак, Филипп Кузьмич
4. Щербаков, Павел Андреевич
5. Щербакова, Анастасия Ильинична
6. Щербина, Алексей Романович
7. Щербинин, Григорий Илларионович
8. Щербицкий, Владимир Васильевич
9. Щукин, Павел Иванович

## Э
1. Эфендиев, Алихан Умар оглы

## Ю
1. Юдин, Павел Фёдорович
2. Юдина, Татьяна Фёдоровна
3. Юнак, Иван Харитонович
4. Юринов, Дмитрий Михайлович
5. Юсупов, Исмаил Абдурасулович

## Я
1. Яворский, Иван Иосифович
2. Яицкая, Ксения Ивановна
3. Якименко, Семён Семёнович
4. Яковлев, Александр Григорьевич
5. Яковлев, Александр Иванович
6. Яковлев, Дмитрий Николаевич
7. Яковлев, Иван Дмитриевич
8. Яковлев, Матвей Иванович
9. Яковлев, Сергей Никанорович
10. Яковлев, Сергей Яковлевич
11. Якубов, Нор
12. Янгиров, Марван Янгирович
13. Янчайтите, Татьяна Йоновна
14. Яремчук, Григорий Филимонович
15. Ярошенко, Степан Климентьевич
16. Ярощук, Ефим Арсентьевич
17. Яснов, Михаил Алексеевич

## Источник
- Список в Справочнике по истории Коммунистической партии и Советского Союза 1898—1991